# Jordon Riley
Jordon Riley (New Bern, 19 maggio 1998) è un giocatore di football americano statunitense che milita nel ruolo di defensive end per i New York Giants della National Football League (NFL).

## Carriera

### New York Giants
Al college Riley giocò a football a North Carolina (2017-2018), al Garden City Community College (2019), a Nebraska (2020-2021) e a Oregon (2022). Fu scelto nel corso del settimo giro (243º assoluto) del Draft NFL 2023 dai New York Giants. Debuttò come professionista subentrando nella gara del primo turno contro i Dallas Cowboys mettendo a segno un tackle. La sua prima stagione si chiuse con 8 placcaggi in 8 presenze, nessuna delle quali come titolare.